# Andreas Papadakis
Andreas Papadakis (Ανδρέας Παπαδάκης, * 17. Juni 1938 in Nikosia; † 10. Juni 2008) war ein zyprisch-britischer Architekturkritiker. Er veröffentlichte über 1000 Werke als Autor oder Herausgeber und schrieb als erster über Léon Krier, Daniel Libeskind und Zaha Hadid.

## Biografie
Papadakis wurde 1938 in Nikosia geboren und zog 1956 nach London, um das College zu besuchen und dort zu studieren. 1964 erwarb er dort eine Immobilie zum Wohnen, ohne zu wissen, dass deren Erdgeschoss nur zur gewerblichen Nutzung zugelassen war. Er eröffnete dort eine Buchhandlung, verlegte jedoch seine Aktivitäten zunehmend auf das Verlegen und Publizieren unter dem Namen Academy Editions. 1971 zog er in ein größeres Gebäude und erwarb 1975 die renommierte, aber finanziell angeschlagene Zeitschrift Architectural Design. 1977 verlegte er Charles Jencks’ The Language of Post-Modern Architecture und löste eine Kontroverse aus. 1990 zog er sich aus dem Geschäft als Verleger zurück und nach Ablauf der fünfjährigen Sperrklausel gründete er Papadakis Publisher zusammen mit seiner Tochter Alexandra Papadakis.